# Aida Steşenko
Aida Steşenko (russisch Айда Стешенко Aida Steschenko * 11. August 1968) ist eine turkmenische Tischtennisspielerin aus den 1990er Jahren. Sie nahm an fünf Weltmeisterschaften und zwei Olympischen Spielen teil.

## Werdegang
Von 1993 bis 2000 nahm Aida Steşenko an allen fünf Weltmeisterschaften teil. Dabei kam sie jedoch nie in die Nähe von Medaillenrängen. 1996 und 2000 qualifizierte sie sich für die Teilnahme an den Olympischen Spielen. Hier trat sie nur in den Einzeln an und konnte dabei kein Spiel und auch keinen Satz gewinnen: 1996 verlor sie gegen Park Hae-jung (Südkorea), Olga Nemes (Deutschland) und Chen Chiu-tan (Taiwan), 2000 unterlag sie Zita Molnár (Ungarn) und Xu Jing (Taiwan).
Derzeit ist sie Vorsitzende und Cotrainerin des Tischtennisvereins von Asola, ASD Tennistavolo Battini Agri Asola.

## Turnierergebnisse
| Verband | Veranstaltung     | Jahr | Ort          | Land | Einzel           | Doppel       | Mixed        | Team |
| ------- | ----------------- | ---- | ------------ | ---- | ---------------- | ------------ | ------------ | ---- |
| TKM     | Olympische Spiele | 2000 | Sydney       | AUS  | sofort ausgesch. | keine Teiln. |              |      |
| TKM     | Olympische Spiele | 1996 | Atlanta      | USA  | sofort ausgesch. | keine Teiln. |              |      |
| TKM     | Weltmeisterschaft | 2000 | Kuala Lumpur | MAS  |                  |              |              | 40   |
| TKM     | Weltmeisterschaft | 1999 | Eindhoven    | NED  | letzte 128       | letzte 64    | keine Teiln. |      |
| TKM     | Weltmeisterschaft | 1997 | Manchester   | ENG  | Rd 3             | Rd 2         | Scratched    | 50   |
| TKM     | Weltmeisterschaft | 1995 | Tianjin      | CHN  | Qual             | Qual         | Qual         | 45   |
| TKM     | Weltmeisterschaft | 1993 | Göteborg     | SWE  | Qual             | letzte 64    | Qual         | 57   |